# میدان نفتی زاغه
میدان نفتی زاغه از میدان‌های نفتی ایران است، که در فاصله ۲۵ کیلومتری از شمال غربی بندر دیلم و ۴۰ کیلومتری شرق هندیجان قرار دارد. این میدان در مرز میان استان خوزستان و استان بوشهر، در فاصله ۶ کیلومتری از کناره خلیج فارس، در جنوب شرقی میدان نفتی رگ‌سفید مستقر می‌باشد.
میدان نفتی زاغه در سال ۱۳۵۸ توسط شرکت آسکو کشف شد و در سال ۱۳۸۳ توسعه آن آغاز گردید. میدان زاغه یکی از سه میدان نفتی ایران است، که دارای ذخایر نفت سنگین می‌باشد. ذخیره نفت درجای اولیه این میدان حدود ۲۵ میلیارد بشکه در سازند پابده است و میزان نفت قابل برداشت میدان زاغه معادل ۱۹۴ میلیون بشکه برآورد می‌شود. ظرفیت تولید نفت خام این میدان به‌طور متوسط معادل ۵۰ هزار بشکه در روز می‌باشد. میدان نفتی زاغه از میدان‌های تحت مدیریت شرکت ملی مناطق نفت‌خیز جنوب است، که در حوزه عملیاتی شرکت بهره‌برداری نفت و گاز گچساران قرار دارد.